# 朱聰潏
定安长子朱聪潏（1450年代—1492年10月26日），明朝宗室，定安悼隐王朱成𬭸的嫡长子，因为获罪被废，没能袭封为定安王，国除。

## 生平
天顺五年（1461年）七月赐名，成化年间受封为定安长子。
成化五年（1469年），父朱成𬭸去世。朱聰潏在舅舅王讓等左右下，居喪無禮，多出狎遊，教授葉宗顯劝諫，不從，于是揭发其事。巡按山西御史會同三司逮捕王讓等，讯问得实情上交大理寺詳審上报，成化七年二月，明宪宗下詔朱聰潏停封，等改過再處置，王讓徙充遼東邊軍。
朱聰潏被废后，愈发縱恣不法，不時出去狎遊，遇到不让路的人就处以重杖，或罰奪其財畜。有百姓奏其事，巡按御史會同三司问讯得实情，御史遣指揮赴州逮捕朱聰潏左右，聽其理论，朱聰潏上奏说指揮殴打自己，其弟鎮國將軍朱聰潛也上奏说兄长被殴打的样子，于是宪宗命內官羅祥、錦衣衛指揮趙能前去會同巡撫等官调查，得知实情，朱聰潏兄弟所奏都是诬告，都察院會同法司商议上奏。成化八年六月，宪宗认为朱聰潏不能改過、愈肆非為，由封地忻州遷往大同府守代王祖墳；朱聰潛被降敕切責；其余左右有罪者按法司所擬治罪。
成化九年（1473年）二月，朱聰潏的大伯父代惠王朱成鍊奏朱聰潏无处居止，想暫借公館让他居住。事下工部商议，认为先已得宪宗旨於大同城內空地造屋，公館不宜假借。宪宗同意，命赶紧造完让朱聰潏居住。
四月，朱聪潏与朱成鍊、堂叔祖广灵王朱仕、四叔和川王朱成镘连日出城诣真武庙行香，守臣上报，宪宗降敕书责谕，因王府官未能进谏制止，朝廷下令将其逮捕治罪。
成化十年（1474年）五月，定安太妃王氏奏朱聰潏以罪守大同祖墳已經三年，请求放回侍養。宪宗认为朱聰潏之罪難以輕宥，命再等三年，如果能改過再释放。
成化十三年（1477年）七月，因朱成鍊奏称朱聰潏颇能改过，王太妃累次为朱聰潏上奏求情言辞恳切，宪宗特命释放他回忻州奉养母亲。成化十九年（1483年）十一月，王太妃上奏称朱聰潏改悔已久，请求恢复王爵。宪宗说朱聰潏先前作恶，不得奏请袭封为王。弘治五年（1492年）十月，朱聰潏去世。王太妃奏请追封他为王，禮部上奏说没有先例，明孝宗不許，按制度賜祭葬。《忻州志》记载朱聰潏安葬于忻州北郊三十里的河管村西北隅。
其子朱俊桯以辅国将军奉祀管定安王府事，此后定安国世代递降一级奉祀，不得袭封郡王。